# Округ Џаспер (Тексас)
Округ Џаспер (енгл. Jasper County) је округ у америчкој савезној држави Тексас. По попису из 2010. године број становника је 35.710.

## Демографија
Према попису становништва из 2010. у округу је живело 35.710 становника, што је 106 (0,3%) становника више него 2000. године.
| Група             | 2000.          | 2010.          |
| Белци             | 27.320 (76,7%) | 26.939 (75,4%) |
| Афроамериканци    | 6.341 (17,8%)  | 5.959 (16,7%)  |
| Азијати           | 113 (0,3%)     | 200 (0,6%)     |
| Хиспаноамериканци | 1.384 (3,9%)   | 2.017 (5,6%)   |
| Укупно            | 35.604         | 35.710         |